# أنديرس باكن
أنديرس باكن (بالنرويجية البوكمول: Anders Bakken)‏ هو متزحلق نرويجي، ولد في 20 يونيو 1955. هو عم المتزلجة الريفية راغنهيلد هاجا.

## وصلات خارجية
- أنديرس باكن على موقع الاتحاد الدولي للتزلج (التزلج الريفي) (الإنجليزية)
- أنديرس باكن على موقع أوليمبيديا (الإنجليزية)